# حسن جهان‌آرا
حسن جهان‌آرا یکی از اعضای سازمان مجاهدین خلق ایران بود که در جریان اعدام دسته‌جمعی زندانیان عقیدتی سیاسی ایران در تابستان ۱۳۶۷ کشته شد.
سه برادر حسن جهان‌آرا پیش از خودش در انقلاب ۱۳۵۷ و جنگ ایران و عراق کشته شده بودند. یک برادرش پیش از انقلاب ۱۳۵۷ در زندان کشته شد. برادر دیگرش محمد جهان‌آرا، فرمانده سپاه پاسداران خرمشهر در جنگ ایران و عراق بود که در مهر ۱۳۶۰ بر اثر سانحهٔ هوایی کشته شد. برادر دیگر او در این جنگ مفقودالاثر شد.
جهان‌آرا یکی از ۳٫۲۰۸ عضو و هوادار سازمان مجاهدین خلق ایران است که نامش توسط سازمان مجاهدین خلق ایران در کتابی تحت عنوان جنایت علیه بشریت منتشر شده‌است.

## محکومیت
او در سال ۱۳۶۰ طی تظاهرات سازمان مجاهدین خلق ‌بازداشت شد و در زندان‌های اوین، قزل‌حصار و گوهردشت (رجایی‌شهر) بازداشت بود. حسن جهان‌آرا در دادگاه انقلاب اسلامی محاکمه و به گفته مادرش به هشت سال حبس محکوم شد.
مادرش می‌گفت: «می‌دانم پسرم بی‌گناه بود. محمد هم می‌دانست. می‌گفت مادر غصه نخور. حسن بی‌گناه است. روزنامه خواندن که جرم نیست.» برادرش محمد (سرلشکر محمد جهان‌آرا) گفته بود فعالیت او به خواندن روزنامه و شرکت در چند تظاهرات خلاصه می‌شد. مادر جان‌آرا می‌گوید که «همه بچه هام خوب بودند اما حسن از همه خوب‌تر و باتقواتر بود.»
تلاش‌های خانواده برای آزادی حسن جهان‌آرا بی‌نتیجه ماند. مادرش در این باره گفت: «پدرش برای نجات حسن همه جا رفت. پیش هر کس که دستش رسید. بهشان می‌گفت سه پسرم در راه انقلاب شهید شدند، شما این یکی را به ما ببخشید. اما هیچ‌کس قبول نکرد.»

## اعدام
از جزئیات حکم اعدام حسن جهان‌آرا اطلاعی در دست نیست. براساس یادنامهُ سازمان مجاهدین، حسن جهان آرا در مرداد یا شهریور سال ۱۳۶۷ در زندان اوین حلق‌آویز شد. مسئولان زندان خبر اعدام این زندانیان را به همراه وسائلشان بعد از ماه‌ها به خانواده آنها دادند ولی اجسادشان را به آنها تحویل ندادند. زندانیان در گورهای جمعی به خاک سپرده شده‌اند. مقامات به خانواده زندانیان هشدار دادند که برای عزیزانشان مراسم سوگواری برگزار نکنند.
آنها خانواده جهان‌آرا را نیز تحت فشار قرار دادند. به گفته مادرش «هر بار از بنیاد شهید می‌آیند و می‌گویند عکس حسن را بردارید. بنیاد شهید زیاد مهمان ایرانی و خارجی به خانه ما می‌آورد. به مهمانان می‌گویند این‌ها خانواده سه شهید هستند. به ما می‌گویند اگر عکس حسن هم باشد دربارهٔ او چه می‌خواهید بگویید؟»